# Sydney Lohmann
Sydney Matilda Lohmann (Bad Honnef, 19 de junho de 2000) é uma futebolista alemã que atua como meio-campista. Atualmente joga pelo Bayern de Munique.

## Carreira nos clubes
Sydney Lohmann cresceu em Pürgen, na Alta Baviera. Na infância, ela jogou primeiro pelo SV Lengenfeld, depois pelo VfL Kaufering, ambos no distrito de Landsberg am Lech.
Do time juvenil do SC Fürstenfeldbruck, Lohmann mudou para o departamento juvenil do FC Bayern Munich para a temporada 2016-17. Pelo time juvenil B, ela jogou seis jogos da liga na Bundesliga júnior e marcou dois gols. Sua estreia em 17 de setembro de 2016 (1ª rodada) em uma vitória por 3 a 1 no jogo em casa contra o time juvenil B do 1. FC Nürnberg foi coroada com seu primeiro gol, o gol de fazer 2 a 0 com um pênalti aos 20 minutos.
Ao mesmo tempo, Lohmann já estava ativa para o segundo time na 2ª Bundesliga Sul. Para isso, ela fez sua estreia em 28 de agosto de 2016 (1ª rodada) em uma vitória por 1–0 no jogo fora de casa contra o 1. FC Saarbrücken. Na segunda partida contra este time, ela marcou seu primeiro gol no minuto 88 em uma vitória por 3–1 em casa em 19 de fevereiro de 2017 (12ª rodada) com o objetivo de fazer 2–1.
Em 19 de março de 2017 (14ª rodada), a meia-atacante estreou na Bundesliga quando o FC Bayern de Munique perdeu por 2 a 0 no jogo fora de casa contra o VfL Wolfsburg ao longo de 90 minutos. Ela marcou seu primeiro gol na Bundesliga em 5 de novembro de 2017 (7ª rodada) em uma vitória por 3 a 1 no jogo em casa contra o MSV Duisburg, marcando 2 a 1 no 29º minuto. Com seu pênalti convertido no 90º minuto no SGS Essen em 4 de outubro de 2020 (4ª rodada), ela não apenas marcou o gol da vitória para fazer 2 a 0, mas também o 1000º para um time do Bayern na Bundesliga.
Em 5 de novembro de 2020, Lohmann estendeu seu contrato com o FC Bayern de Munique até 2024.

## Carreira internacional
Lohmann fez sua estreia com a camisa nacional da DFB na seleção nacional sub-15 em 28 de outubro de 2014, que venceu por 13–0 em Glasgow contra o time anfitrião. Ela marcou seus dois primeiros gols internacionais dois dias depois no mesmo lugar em uma vitória por 8–0 no segundo jogo contra a seleção nacional sub-15 da Escócia.
Ela foi convocada sete vezes para a seleção nacional sub-16, estreando em 29 de junho de 2015, na vitória por 2 a 1 sobre a Noruega no torneio da Copa Nórdica, na Dinamarca.
Sua primeira convocação para a seleção nacional sub-17 ocorreu em 19 de março de 2016, em uma vitória por 2 a 0 sobre a Suíça. Nesta equipe, ela participou do Campeonato Europeu na Bielorrússia de 4 a 16 de maio de 2016. A equipe venceu o torneio, com Lohmann jogando duas partidas de grupo em 4 e 7 de maio contra a Espanha e a Itália, que terminaram em 2 a 2 e 0 a 0, respectivamente.
Ela estreou pela seleção nacional sub-19 em 3 de abril de 2018 em Senec, na vitória por 8 a 0 sobre a Eslováquia na segunda rodada das eliminatórias do Grupo 2 para o Campeonato Europeu de 2018 na Suíça.
Ela fez sua estreia pela seleção principal em 10 de novembro de 2018 em Osnabrück em uma vitória por 5–2 em um amistoso contra a Itália, entrando no lugar de Lina Magull aos 71 minutos. Ela marcou seu primeiro gol internacional em 22 de setembro de 2020 na sétima eliminatória do Campeonato Europeu no Grupo I em uma vitória por 3–0 contra Montenegro, marcando o gol final aos 59 minutos.
A treinadora nacional Martina Voss-Tecklenburg incluiu-a no plantel para o Campeonato Europeu de 2022, em Inglaterra. A equipa alemã chegou à final onde caiu perante a seleção inglesa, com Lohmann a jogar em quatro jogos.

## Títulos
Bayern München
- Bundesliga: 2020–21, 2022–23, 2023–24
- DFB Cup: 2018

Alemanha
- Jogos Olímpicos: 2024 (medalha de bronze)